# Александров, Константин Иванович
Константи́н Ива́нович Алекса́ндров (14 мая 1912 — 20 октября 1980) — советский дипломат. Чрезвычайный и полномочный посол.

## Биография
Член ВКП(б).
- В 1956—1962 годах — советник, советник-посланник посольства СССР в Чехословакии.
- В 1960 году — временный поверенный в делах СССР в Чехословакии.
- В 1962—1963 годах — сотрудник центрального аппарата МИД СССР.
- В 1963—1965 годах — советник-посланник посольства СССР в Югославии.
- С 8 октября 1965 по 11 ноября 1969 года — чрезвычайный и полномочный посол СССР в Афганистане.
- В 1970—1974 годах — на ответственной работе в центральном аппарате МИД СССР.